# Алван Кларк
Алван Кларк (англ. Alvan Clark; 8 березня 1804 — 19 серпня 1887) — американський конструктор-оптик і астроном, засновник фірми з виробництва телескопів, що не мав спеціальної освіти. Кларк розробив найкращу для того часу технологію виробництва і обробки оптичного скла.
Американські оптики-шліфувальники, батько і сини, заснували відому фірму, що виготовляла об'єктиви і телескопи. 31 січня 1862 при випробуванні щойно виготовленого об'єктиву діаметром 46 см Алван Кларк відкрив супутник Сіріуса. Кларки виготовили найбільші об'єктиви у світі. Найбільші з них були встановлені в обсерваторіях:
- Вашингтонській (діаметр 66 см, 1873);
- Пулковській (діаметр 76 см, 1885);
- Лікській (діаметр 91 см, 1888);
- і Єркській (діаметр 102 см, 1896).

За допомогою Вашингтонського рефрактора в 1877 році були відкриті супутники Марса. Єркський об'єктив досі залишається найбільшим у світі.

## Життєпис
Походив з сімейства китобоїв британського походження. За освітою і першою професією — художник-портретист. У 40-річному віці, після прочитання робіт Вільяма Гершеля, зацікавився астрономією і налагодив ділові контакти з директором Гарвардської обсерваторії В. Бондом (1789—1859). Бонд дозволив йому працювати на 38-см рефракторі обсерваторії, і навіть вносити зміни в його конструкцію. Після цього Кларк закрив художню майстерню і зайнявся практичною оптикою.
Досить цікавою була маркетингова стратегія Кларка: не зумівши переконати європейські та американські наукові кола в перевазі своїх інструментів, Кларк в 1851 почав спостереження подвійних зір, що перебували на межі спостережної техніки того часу. Ці спостереження були високо оцінені британським астрономам Вільямом Раттером Доусом (William Rutter Dawes, 1799—1868), який став купувати інструменти Кларка для британських обсерваторій. За допомогою телескопів Кларка вперше були отримані фотографії спектрів деяких зір.
У 1859 році на запрошення Доуса Кларк здійснив поїздку до Великої Британії, де познайомився з Джоном Гершелем і лордом Россом — провідними астрономами і конструкторами телескопів свого часу. Ця поїздка була надзвичайно вдалою і в комерційному відношенні: Кларк отримав декілька замовлень в Європі.
У 1860 році в Кембриджі (Массачусетс) запрацювало виробництво фірми Alvan Clark and Sons.
У 1860 році Кларк отримав перше замовлення в США: будівництво 47-см телескопа для обсерваторії університету Міссісіпі. Закінчений у 1862, телескоп був найбільшим у США на той час. Саме за допомогою цього телескопа його син, Алван Кларк-молодший, відкрив Сіріус-В — невидимий до того супутник однієї з найближчих від Землі зір.
У 1866 році отримав премію Румфорда за вдосконалення рефракторів.
У 1870 році військово-морська обсерваторія США у Вашингтоні замовила Кларку 66-см телескоп (фокусна відстань 13 м), за допомогою якого в 1877 Асаф Холл відкрив супутники Марса.
Фірма Кларка виготовила також телескопи для Пулковської обсерваторії (76 см, знищений у 1941 році), Лікської обсерваторії (91-см) і Єркської обсерваторії, найбільший у світі рефрактор (102 см). Два останніх телескопи були виготовлені вже Алваном Кларком-молодшим. Фірма Кларка побудувала і 61-см телескоп для Ловеллівської обсерваторії (встановлений у 1896 році).

## Доля фірми Alvan Clark & Sons

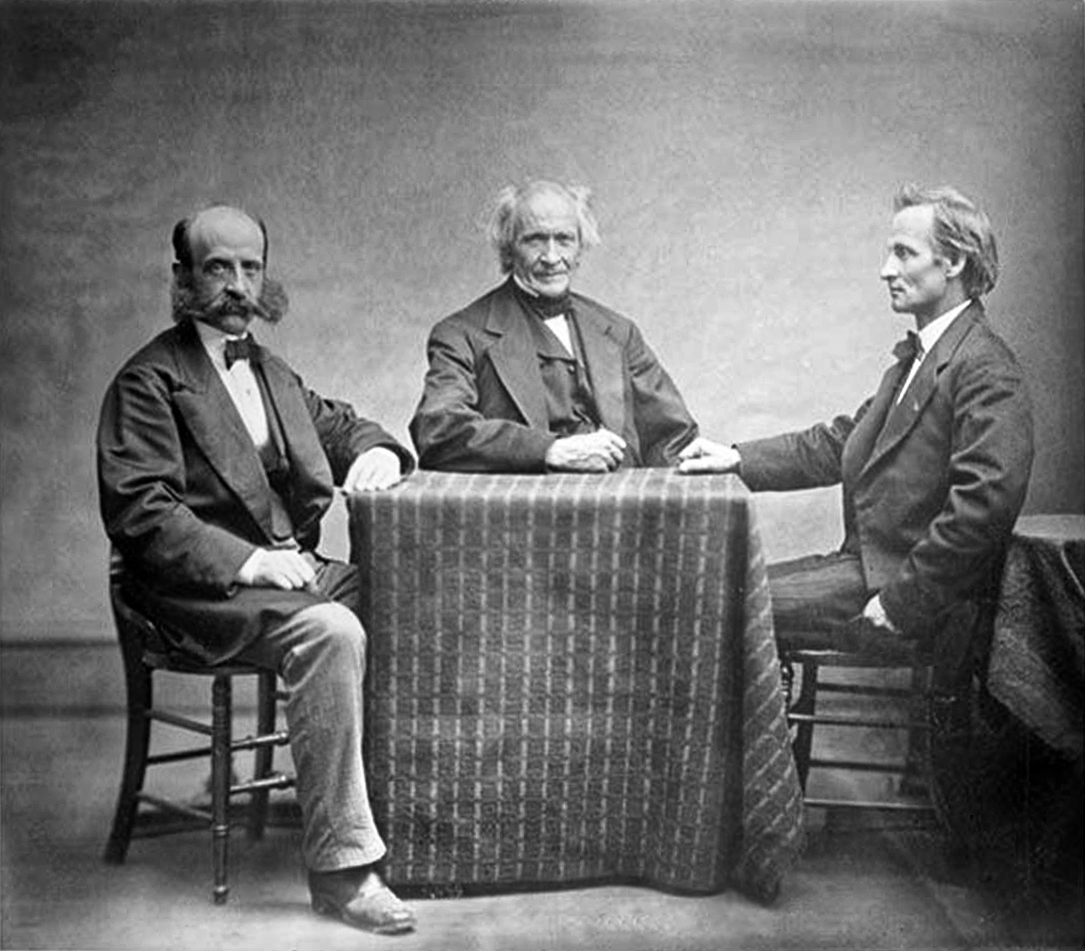
Алван Кларк і сини Джордж Бессет Кларк та Алван Грем Кларк

З юридичної точки зору, свою фірму Кларк відкрив у 1846 році. Вона спеціалізувалася тільки на виробництві лінзових телескопів (рефракторів) і зберігала монополію на цей вид технологічної продукції аж до початку ХХ століття. П'ять найбільших лінзових телескопів, що застосовуються у світі, були споруджені цією фірмою. Партнерами Кларка були двоє його синів: Джордж Бессет Кларк (1827—1891) і Алван Грем Кларк (1832—1897) — сам астроном, першовідкривач супутника Сіріуса.
У 1933 році активи фірми придбала Sprague-Hathaway Manufacturing Company, але компанія зберегла торгову марку. У 1936 році виробництво було переведено до Соммервілля (Массачусетс), у зв'язку з входженням фірми до складу компанії «Перкін-Елмер», до сьогодні одного з лідерів на ринку високотехнологічної продукції. Обладнання часів Кларка було списано в період Другої Світової війни, а в 1958 році Sprague-Hathaway Manufacturing Company ліквідували.

## Пам'ять
Ім'ям Алвана Кларка названі кратери на Місяці і Марсі.

## Праці з астрономії
- New Double Stars, with remarks, (1857), Clark, A.; Dawes, WR, Monthly Notices of the Royal Astronomical Society, Vol. 17, p. 257.
- New Double Stars discovered, (1859), Monthly Notices of the Royal Astronomical Society, Vol. 20, p. 55.